# Herbert Simon
Pour les articles homonymes, voir Simon.
Ne doit pas être confondu avec Henry Simons, économiste et pionnier de la théorie monétaire au sein du courant néolibéral
Herbert Alexander Simon (né le 15 juin 1916 à Milwaukee, Wisconsin, mort le 9 février 2001 à Pittsburgh, Pennsylvanie) est un économiste et sociologue américain ayant reçu le prix de la Banque de Suède en sciences économiques en mémoire d'Alfred Nobel en 1978.
Il s'est d'abord intéressé à la psychologie cognitive et la rationalité limitée (Bounded Rationality) qui constitue le cœur de sa pensée.
Sur le plan économique, ses travaux ont interrogé l'efficacité du fordisme et remis en cause les théories néoclassiques.
Ses études sur la rationalité limitée l'ont conduit à s'intéresser aux organisations et aux procédures de décisions ainsi qu'à l'intelligence artificielle (à base d'informatique) dont il est un des pionniers aux États-Unis. Il a reçu avec Allen Newell, en 1975, le prix Turing, principale distinction en informatique.
Herbert Simon est aussi un des pères de la systémique.

## Biographie
Herbert Simon est né en 1916 dans le Wisconsin. Son père, ingénieur dans le domaine de l'électricité, avait fait des études à Darmstadt en Allemagne avant d'émigrer en 1903 aux États-Unis. Herbert fut très jeune sensibilisé à l'idée que le comportement humain pouvait être étudié scientifiquement, par le plus jeune frère de sa mère, Harold Merkel, qui étudiait l'économie à l'université du Wisconsin à Madison avec John Rogers Commons. Il entra en 1933 à l'université de Chicago où il étudia les sciences sociales et les mathématiques notamment sous l'égide d'Henry Schultz, un économètre spécialiste de l'économie mathématique. Ces études le conduisirent à s'intéresser au domaine de la prise de décision dans les organisations qui devint le sujet de sa thèse en science politique qu'il soutint en 1943 à l'université de Chicago. À Chicago, il étudia la science politique sous la direction d'Harold Lasswell et de Charles Edward Merriam et comme eux, il a subi l'influence de Graham Wallas, un professeur de la London School of Economics qui dès 1908, avait souligné l'importance de la psychologie et des institutions dans le domaine politique et économique. Parmi ceux qui l'influencèrent, Simon cite également l'économiste Richard T. Ely, Norman Angell, l'auteur du livre The Great Illusion et Progress and Poverty d'Henry George.
De 1939 à 1942, Simon fut directeur d'un groupe de recherche à l'université de Californie à Berkeley, puis il enseigna la science politique à l'Illinois Institute of Technology. De retour à Chicago, il participa à des séminaires de la Cowles Commission donnés par Jacob Marschak et Tjalling Koopmans qui dirigeaient alors des étudiants comme Kenneth Arrow, Lawrence Klein ou Don Patinkin. À cette époque, il étudie également la Théorie Générale de Keynes, les nouvelles techniques économétriques ainsi que les premiers papiers de Paul Samuelson. Sous la direction de Marschak et de Sam Schurr, il a participé à une étude prospective sur les effets économiques de l'énergie atomique. En 1948, il fut membre de l'Economic Cooperation Administration chargée de gérer le Plan Marshall.
À partir de 1949, il intègre la Graduate School of Industrial Administration au Carnegie Institute of Technology de Pittsburgh. Son but et celui de l'équipe d'enseignants de cette école est alors de développer un enseignement de la vie des affaires reposant sur la recherche fondamentale en économie et en science des comportements. Il fut aidé plus tard dans cette tâche par Franco Modigliani et John Muth. Au début des années 1950, avec David Hawkins, il découvre le théorème d'Hawkins-Simon sur les conditions de l'existence d'une solution positive dans les matrices d'entrée-sortie. À partir de 1954, il est convaincu que la meilleure façon d'étudier la résolution des problèmes était d'utiliser les ordinateurs, cela a conduit à ce qu'il a appelé l'intelligence artificielle.
Simon fit également partie, à la fin des années 1960 du comité des experts économique du Président. Il servit un an sous l'administration de Lyndon Johnson et trois ans sous celle de Richard Nixon. Il fut aussi membre de l'Académie nationale des sciences des États-Unis.

## Herbert Simon et la rationalité limitée
Pour Claude Parthenay, Herbert Simon a cherché ce que la science pouvait dire de la raison en partant de l'observation des faits. Cela va amener Simon à se démarquer de la « rationalité substantive » (substantive rationality) et à se tourner vers la rationalité procédurale. La rationalité substantive est comprise comme la rationalité parfaite des néo-classiques français et d'une partie de l'école autrichienne, qui suppose que de facto l'individu dispose de toute information et de suffisamment de capacité de "calcul" pour prendre la décision optimale ou, en utilisant une formule du XVIIIe siècle français, celle menant au meilleur des mondes possibles.

### Décision et raison
Dans son ouvrage de 1947, Administration et Processus de décision Administrative Behavior, Herbert Simon distingue plusieurs types de décision :
- la décision objectivement rationnelle, qui est le fruit d'un comportement visant à maximiser les valeurs données dans une situation donnée ;
- la décision subjectivement rationnelle, qui maximise les chances de parvenir à une fin donnée en fonction des connaissances réelles de l'individu ;
- une décision consciemment rationnelle, qui ressort d'un processus conscient d'adaptation des moyens aux fins. Elle devient intentionnellement rationnelle si l'adaptation est faite de façon délibérée ;
- une décision rationnelle du point de vue de l'organisation, qui sert les objectifs de l'organisation ;
- une décision personnellement rationnelle, qui obéit aux desseins de l'individu.

### La limite de la rationalité individuelle
Comme « chaque organisme humain vit dans un environnement qui produit des millions de bits de nouvelles information chaque seconde mais (...) l'appareil de perception n'admet certainement pas plus de 1 000 bits par seconde et probablement moins » la raison ne peut être que limitée et fonctionner en information incomplète. Il en découle deux conséquences selon Claude Parthenay :
- l'agent est tributaire du milieu dans lequel il vit qui d'une certaine façon trie l'information ;
- il y aura un écart entre action et réalisation des fins.

### La rationalité procédurale
Pour Simon, « La procédure de calcul rationnel est intéressante seulement dans le cas où elle n'est pas triviale - c'est-à-dire lorsque la réponse substantiellement rationnelle à une situation n'est pas immédiatement évidente. Si vous posez une pièce de vingt-cinq cents et une pièce de dix cents devant un sujet et lui indiquez qu'il peut prendre l'une ou l'autre, non les deux, il est facile de prévoir laquelle il choisira mais difficile d'apprendre quelque chose de ses procédures cognitives ».
La procédure devient importante à étudier lorsque l'agent n'a pas une information complète. En effet dans ce cas il ne peut pas trouver la solution optimale et il va arrêter ses recherches d'information quand il aura trouvé une solution satisfaisant ses besoins (satisficing). Si l'étude des procédures et des organisations est importante chez Simon c'est qu'il convient malgré tout de prendre les meilleures décisions possibles et donc de suivre des processus qui amènent à la solution la plus proche de l'optimum. Simon est considéré comme le père des heuristiques car pour lui, il s’agissait de méthodes pour arriver à des solutions satisfaisantes avec des quantités modestes de calcul.

## Systémique
L'ouvrage d'Herbert A. Simon, intitulé The science of the artificial, 1969, MIT Press a été traduit par Jean-Louis Le Moigne, La science des systèmes, science de l’artificiel, 1974, EPI éditeurs, Paris. Ce dernier en assuré la postface.
Cette première traduction a été ensuite rééditée chez Dunod en 1991 puis en 2004.

## Organisation et rationalisation de la décision
Pour Simon l'intérêt de l'organisation dans le processus de décision est triple :
- la création et l'utilisation de procédures routinières permet de mieux faire face à l'incertitude,
- l'organisation permet de diviser le processus de décision entre plusieurs agents,
- le fractionnement de la prise de décision permet de limiter le risque d'erreur et peut aider à la correction des erreurs de décision.

La cohérence des décisions à l'intérieur de l'organisation est permise par :
- l'autorité qui s'appuie sur un système de sanctions et de récompenses.
- la loyauté qui consiste pour l'individu à intégrer les objectifs de l'entreprise. Celle-ci dépend de ce qu'apporte l'organisation à l'individu en échange de sa docilité et de la capacité des individus à élargir leurs « horizons humains » c'est-à-dire d'« accepter que notre sort soit lié au sort du monde tout entier ». Pour Simon « nous pouvons, sans entrer en contradiction avec la doctrine du gène égoïste introduire des mécanismes pour le changement évolutionniste d'une société tout entière qui imposent des critères sociaux dans le processus de sélection »[10].

## Intelligence artificielle
Pour Simon, l'ordinateur a deux faces:
- il reproduit la pensée humaine et est à son image,
- ll « permet de systématiser la pensée humaine et en vient ainsi à dire ce qu'est la pensée humaine »[11]

## L'efficience
C'est l'objet du chapitre IX de Administrative Behavior.

## Œuvres
- Administrative Behavior, (1947), New York, NY: Macmillan.

Années 1950
- A Behavioral Model of Rational Choice, (1955) Quaterly Journal of Economics, 69, p. 99-118
- Organizations, (avec J.-G. March), (1958), John Wiley and sons, New York, Les organisations, (1960), Bordas. Réédité en 1991, avec une préface de Michel Crozier.
- Theories of Decision-Making in Economics and Behavioral Science, (1959), American Economic Review, 49, no 1, p. 253-283.

Années 1960
- Problems of Methodology Discussion, (1963)American Economic Review, 56, no 1, p. 229-231.
- The science of the artificial, (1969), MIT Press, traduction et postface par Jean-Louis Le Moigne, La Science des systèmes, science de l’artificiel, (1974), EPI éditeurs, Paris. Réédition chez Éd. Dunod en 1991. Réédité en 2004 sous le nom de Les Sciences de l'artificiel, éditions Gallimard, coll. Folio Essais

Années 1970
- Human problem solving, (avec A. Newell), (1972), Englewood Cliffs, NJ: Prentice-Hall.
- Models of discovery and other topics in the methods of science, (1977), Dordrecht: Reidel.
- On How to decide what to do, The Bell Journal of Economics, 9, no 2, p. 494-507.
- Models of thought (Vol. 1), (1979), New Haven, CT: Yale University Press.

Années 1980
- “From substantive to procedural rationality”, 1980, in Latsis, S. (éd.) Method and appraisal in economics, Cambridge: Cambridge University Press.
- Models of bounded rationality: Behavioral economics and business organization (Vol. 1 et 2), (1982), The MIT Press.
- Reason in Human Affairs, (1983) Stanford University Press, Stanford (Californie).
- Protocol analysis: Verbal reports as data, (avec Ericsson, K.A.), (1984), Cambridge, MA: MIT Press.
- Human Nature in Politics: the Dialogue of Psychology with Political Science, The American Political Science Review, Vol.79, no 2 (Jun., 1985), p. 293-304.
- Scientific discovery (avec Langley, P., Bradshaw, G. L., & Zytkow, J. M.), (1987), Cambridge, MA: MIT Press.
- Models of thought (vol II), (1989), New Haven, CT: Yale University Press.

Années 1990
- Models of my life, (1991a), New York: Basic Books.
- Rationality in Political Behavior, Février 1991b, Carnegie Mellon University.
- Organizations and Markets, Journal Of Economic Perspectives, vol. 5, no 2, printemps 1991 c, p. 25-44.
- Technology is not the Problem, in Baumgartner Peter et Payr Sabine, Speaking Minds: Interviews with twenty Eminent Cognitive Scientists, Princeton University Press, p. 231-248.
- Models of bounded rationality: Empirically grounded economic reason (Vol. 3), (1997), Cambridge, MA: The MIT Press.